# ولاية الأرخبيل

ولاية الأرخبيل (بالتركية العثمانية: ولايت جزائر بحر سفيد)‏ هي إحدى ولايات الدولة العثمانية، تشكلت في عام 1867 كخليفة لإيالة جُزُر البحر الأبيض وظلت قائمة حتى عام 1912-13. وشملت في أقصى امتداد لها، جزر بحر إيجة العثمانية، قبرص، ومضيق الدردنيل.
احتلت إيطاليا جزر دوديكانيسيا خلال الحرب العثمانية الإيطالية (1911–12)، وسيطرت اليونان على الجزر المتبقية في شرق بحر إيجة خلال حرب البلقان الأولى (1912–13)، مما أدى إلى تفكك الولاية. من بين جزر بحر إيجة بقت إيمبروس وتينيدوس أخيراً تحت الحكم التركي بموجب معاهدة لوزان (1923)، في حين نالت اليونان جزر دوديكانيسيا بعد الحرب العالمية الثانية.

## التقسيمات الإدارية
السناجق لغاية 1876:
1. سنجق بيغا
2. سنجق رودس
3. سنجق مدللي
4. سنجق ساقز
5. سنجق ليمنوس
6. سنجق قبرص